# RTS Rail Transport Service
Die RTS Rail Transport Service GmbH ist eine private österreichische Eisenbahngesellschaft. Geschäftsgegenstand ist die Durchführung von Gütertransporten auf der Schiene.

## Geschichte
Das Unternehmen wurde im September 2004 als 100%ige Tochtergesellschaft des österreichischen Bauunternehmens Swietelsky Baugesellschaft m.b.H. gegründet, eines der größten europäischen Unternehmen der Sparte Gleisbau. RTS hat seinen Sitz in Graz und eine Niederlassung im niederösterreichischen Fischamend. Gegenwärtig beschäftigt das Eisenbahnunternehmen 38 Mitarbeiter in Deutschland und 37 in Österreich.
Hintergrund der Unternehmensgründung waren die Transporte der eigenen Gleisbaumaschinen und Eisenbahnwagen. Mittlerweile hat sich das Aufgabengebiet auf die Abwicklung von Ganzzugtransporten erweitert.
Seit 14. Juni 2006 ist RTS durch die Gründung der 100%igen Tochtergesellschaft RTS Rail Transport Service Germany GmbH, die ihren Sitz in München hat, auch auf dem deutschen Eisenbahnmarkt präsent. Damit können grenzüberschreitende Transporte innerhalb des eigenen Unternehmens abgewickelt werden. Darüber wird durch die Kooperation mit strategischen Partnern auf ein breites Leistungsangebot verwiesen.

## Unternehmensdaten
Die RTS Rail Transport Service GmbH wurde erstmals am 16. September 2004 unter der Nummer 252571d ins Firmenbuch eingetragen. Die gesamte Stammeinlage beträgt 100.000 Euro. Gesellschafter sind zu 90 % die Swietelsky Baugesellschaft m.b.H. und zu 10 % Ing. Reinhard Zeller. Geschäftsführer mit kollektiver Zeichnungsberechtigung sind seit 19. Oktober 2004 Ing. Reinhard Zeller und seit 12. Juni 2008 Norbert Schauer. Prokuristen mit kollektiver Zeichnungsberechtigung sind je seit 25. November 2005 Sven Jungbauer und Heinz Mann sowie seit 15. Juni 2007 Adolf Scheuchenpflug. Bei der Gesellschaft handelt es sich um eine kleine Kapitalgesellschaft. Weiters ist sie Gruppenmitglied der TRIAS Holding GmbH in Linz. Die aktuelle Fassung der Errichtungserklärung ist vom 13. Februar 2007.

## Fahrzeugbestand
Insgesamt stehen 43 Lokomotiven zur Verfügung, davon sind 15 bei RTS Rail Transport Service Germany GmbH und die restlichen bei RTS Rail Transport Service GmbH eingestellt. Außerdem sind 139 Güterwagen unterschiedlicher Bauarten auf das Unternehmen zugelassen.

### Lokomotiven

#### 2143

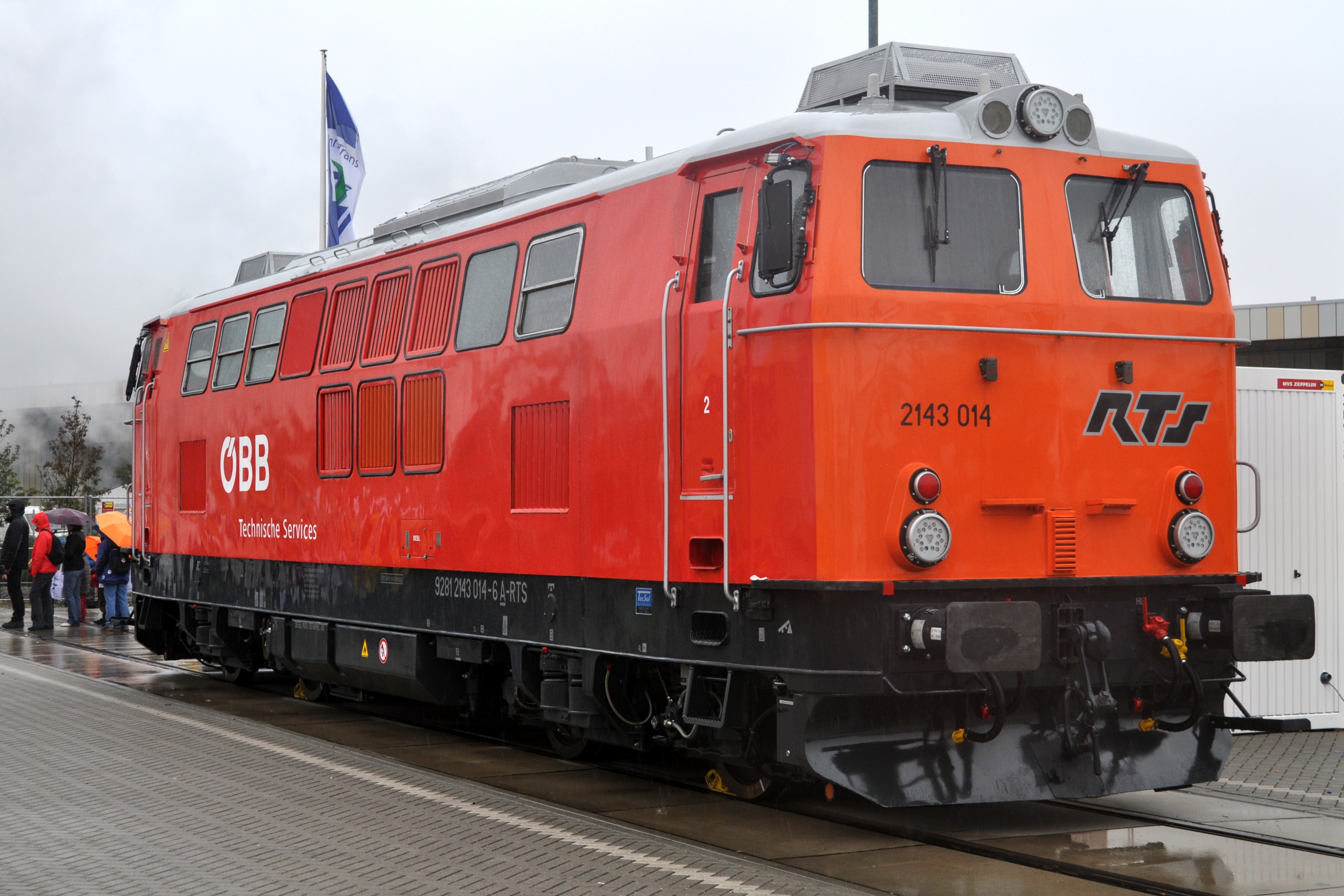
RTS 2143 014-6 auf der InnoTrans 2010

Mit dem Erwerb von vier Diesellokomotiven der Baureihe 2143 von den Österreichischen Bundesbahnen durch die Firma Swietelsky wurde 2004 der Grundstein zur Gründung der RTS gelegt. Die Triebfahrzeuge – Produktionsnummern „SGP 1965/18296“, „SGP 1966/18343“, „SGP 1966/18345“ und „SGP 1970/18400“ – wurden generalüberholt und dabei mit neuen, leistungsstärkeren Motoren ausgestattet, wodurch die Loks über 1.450 kW (1.970 PS), gegenüber 1.115 kW (1.495 PS) den ÖBB-Loks, verfügen. Das Dienstgewicht der Loks erhöhte sich dadurch von 65 auf 68 Tonnen. Zwei dieser Lokomotiven, die unter den UIC-Nummern 93 81 2143 005-3 und 93 81 2143 007-9 bis 2011 zugelassen sind, wurden 2006 in die Firmengründung der RTS eingebracht und stehen, vorwiegend für Baustellen, im planmäßigen Einsatz.

#### 1116 und 1216

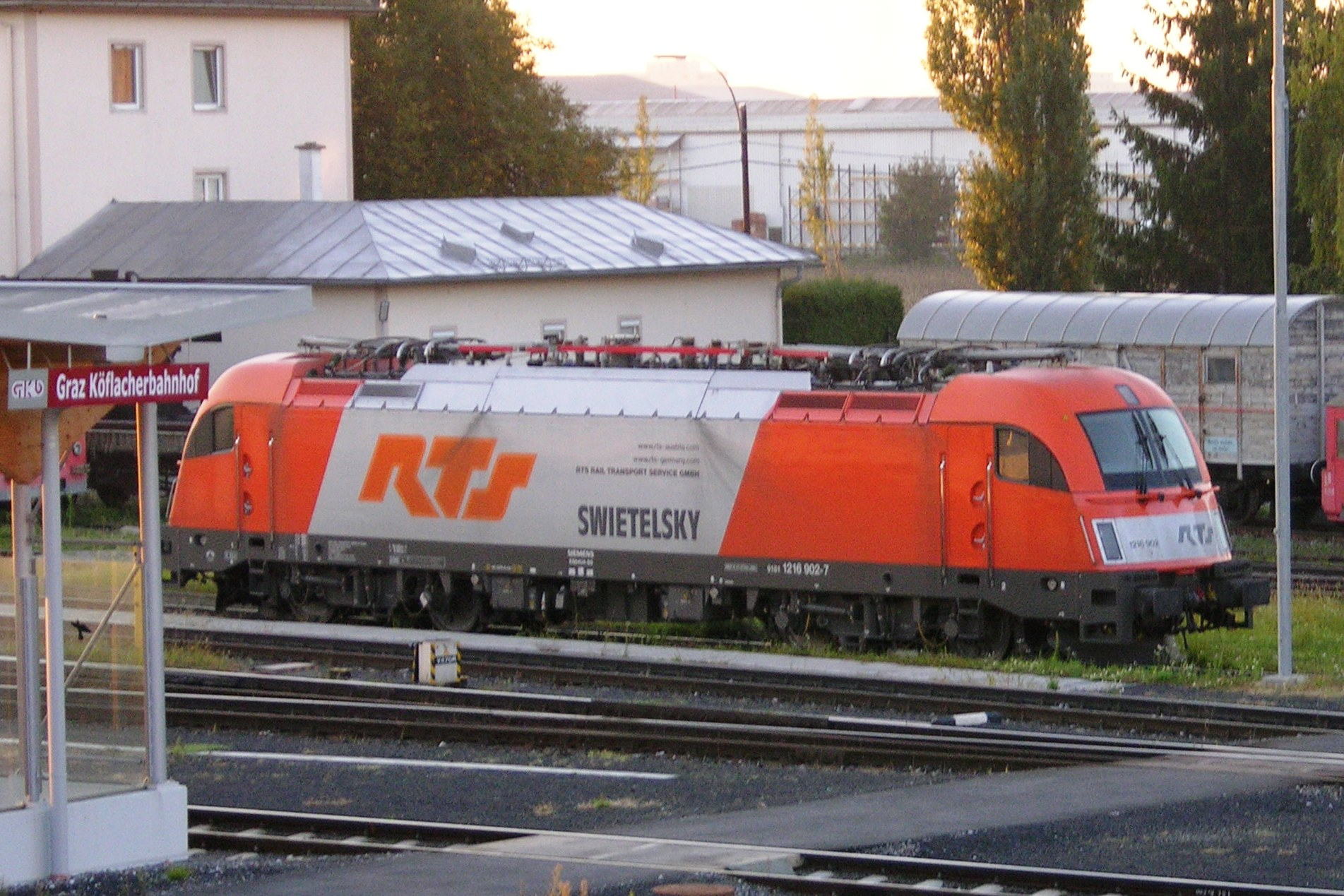
RTS 1216 902 der Firma RTS

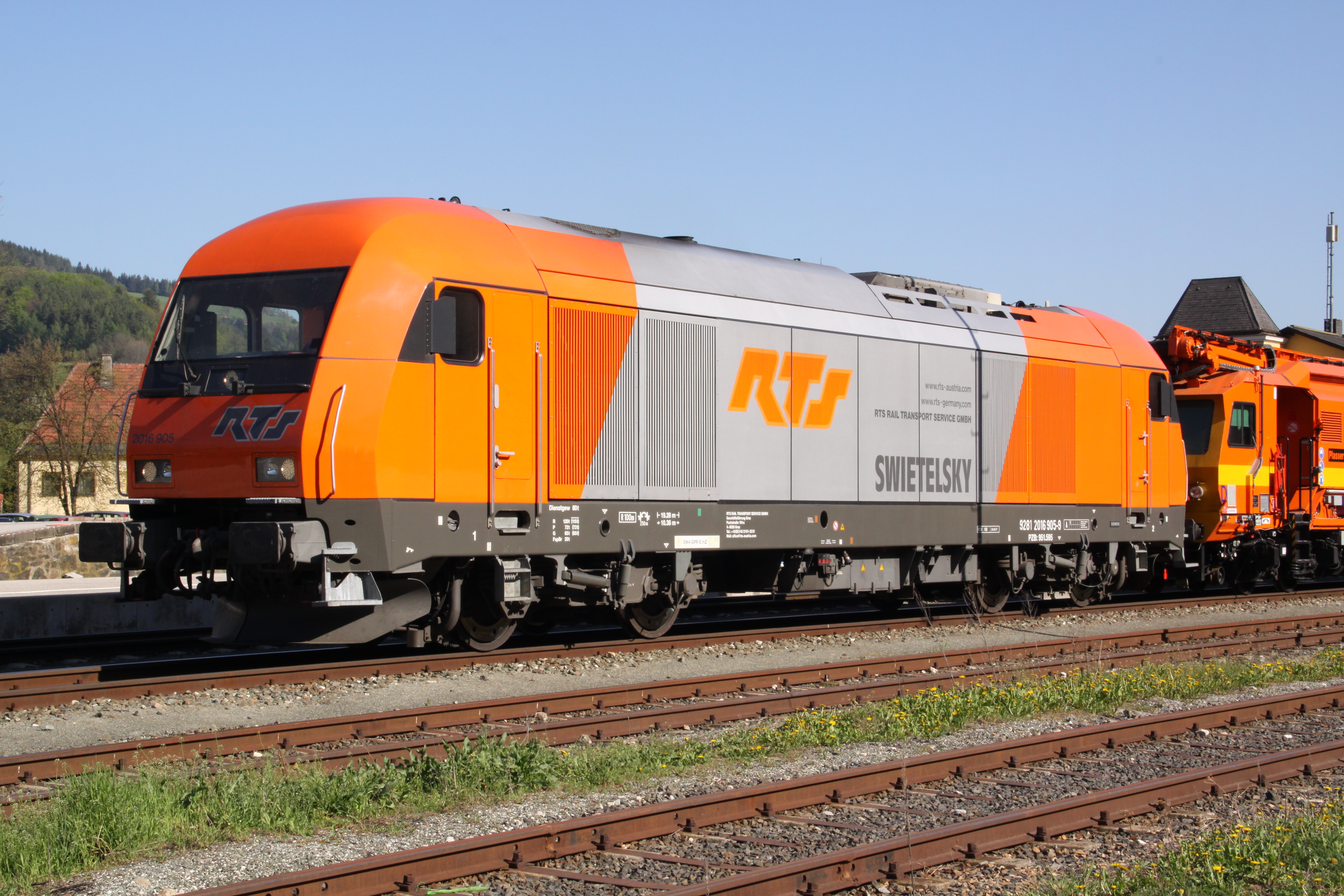
RTS 2016 905 der Firma RTS

Im Jahr 2006 wurde die erste E-Lok der Baureihe „ES64U2“ (Fabriksnummer „Siemens 2002/20573“), die baugleich mit den Triebfahrzeugen der ÖBB-Baureihe „1116“ ist, von Dispolok angemietet. Mit dieser Lok wurde bereits in das konventionelle Transportgeschehen eingegriffen.
RTS wollte jedoch eigene Fahrzeuge, weshalb der Mietvertrag 2007 aufgelöst und zwei Loks vom Typ „ES64U4“ (Fabriksnummern „Siemens 2007/21113“ und „Siemens 2007/21123“) erworben wurden, die unter den UIC-Nummern 91 81 1216 901-9 und 91 81 1216 902-7 bis 2012 zugelassen sind. Die beiden Loks sind baugleich mit den Triebfahrzeugen der ÖBB-Baureihe „1216“ („Taurus“).

#### 2016
Ebenfalls 2007 wurde mit dem Kauf einer „ER 20“ (Fabriksnummer „Siemens 2007/21153“) eine weitere, noch leistungsstärkere Diesellok von RTS in Dienst gestellt. Diese Lok, die unter der UIC-Nummer 92 81 2016 905-9 bis 2012 zugelassen wurde, ist baugleich mit den ÖBB-Triebfahrzeugen der Baureihe „2016“ („Herkules“). Seit dem Jahr 2009 verfügt RTS auch über 2 neue Triebfahrzeuge der Reihe 2016.

#### 221

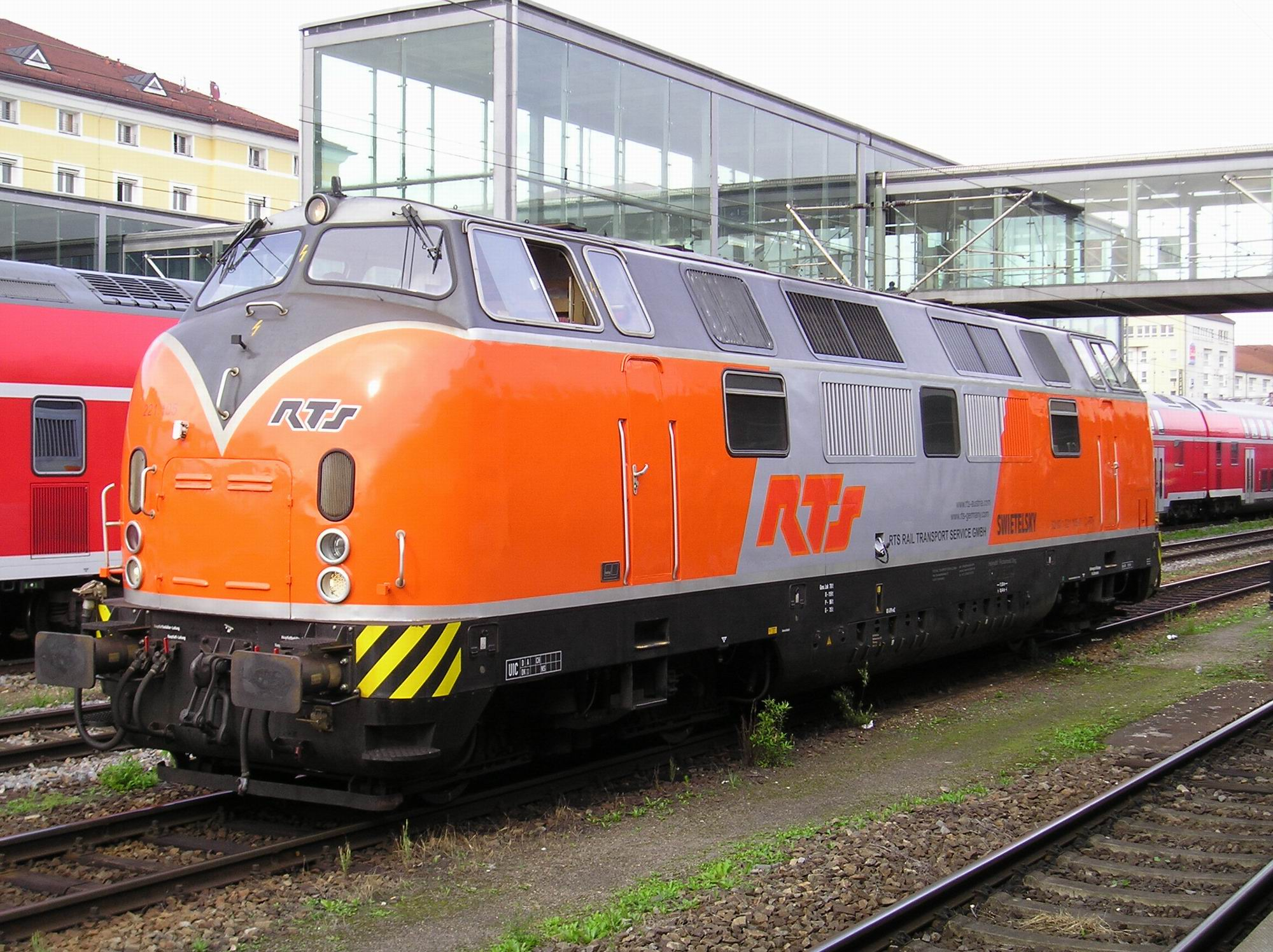
221 105 von Rail Transport Service im August 2010 in Regensburg

2007 wurden V270.07 und V270.08 (ex 221 134 und 221 105 der DB) für die EBW Cargo neu aufgebaut, wobei Motoren des Typs MTU 12V 4000 R41 zum Einsatz kamen. Beide Lokomotiven sind inzwischen bei Rail Transport Service im Einsatz. Im August 2015 war die Betriebsnummer 221.134 an dieser Lok angeschrieben.

#### Weitere Triebfahrzeuge
Von Swietelsky wurden darüber hinaus noch weitere Triebfahrzeuge beschafft, die jedoch nicht bei RTS eingestellt wurden oder keine Netzzulassung haben. So sechs Dieselloks der ÖBB-Baureihe 2067 (2067 017-0, 2067 023-8, 2067 060-0, 2067 062-6, 2067 083-2 und 2067 091-5), eine Lok der DB-Baureihe 332 (332 068) und drei Loks der CFR (33 53 392 3 036, 33 53 392 3 066 und 33 53 392 3 068).

### Güterwagen
Darüber hinaus verfügt RTS über unternehmenseigene Güterwagen der Bauarten
- Faccs – Vierachsige offene Selbstentladewagen für Schüttgüter (Schotter), die im Rahmen der Hauptuntersuchung modernisiert wurden.
- Ks – Zweiachsige Flachwagen mit niedrigen Bordwänden. Diese Wagen wurden im Rahmen der Hauptuntersuchung zur Verstärkung mit einem Stahlboden ausgestattet.
- Res – Vierachsige Flachwagen mit niedrigen Bordwänden und 16 seitlichen Drehrungen. Auch diese Wagen wurden im Rahmen der Hauptuntersuchung zur Verstärkung mit einem Stahlboden ausgestattet.
- Sgss – Vierachsige Containerwagen. Diese Wagen sind für die Aufnahme von Container aller Dimensionen sowie verschiedener Spezialtransportgestelle geeignet.

## Leistungsangebot

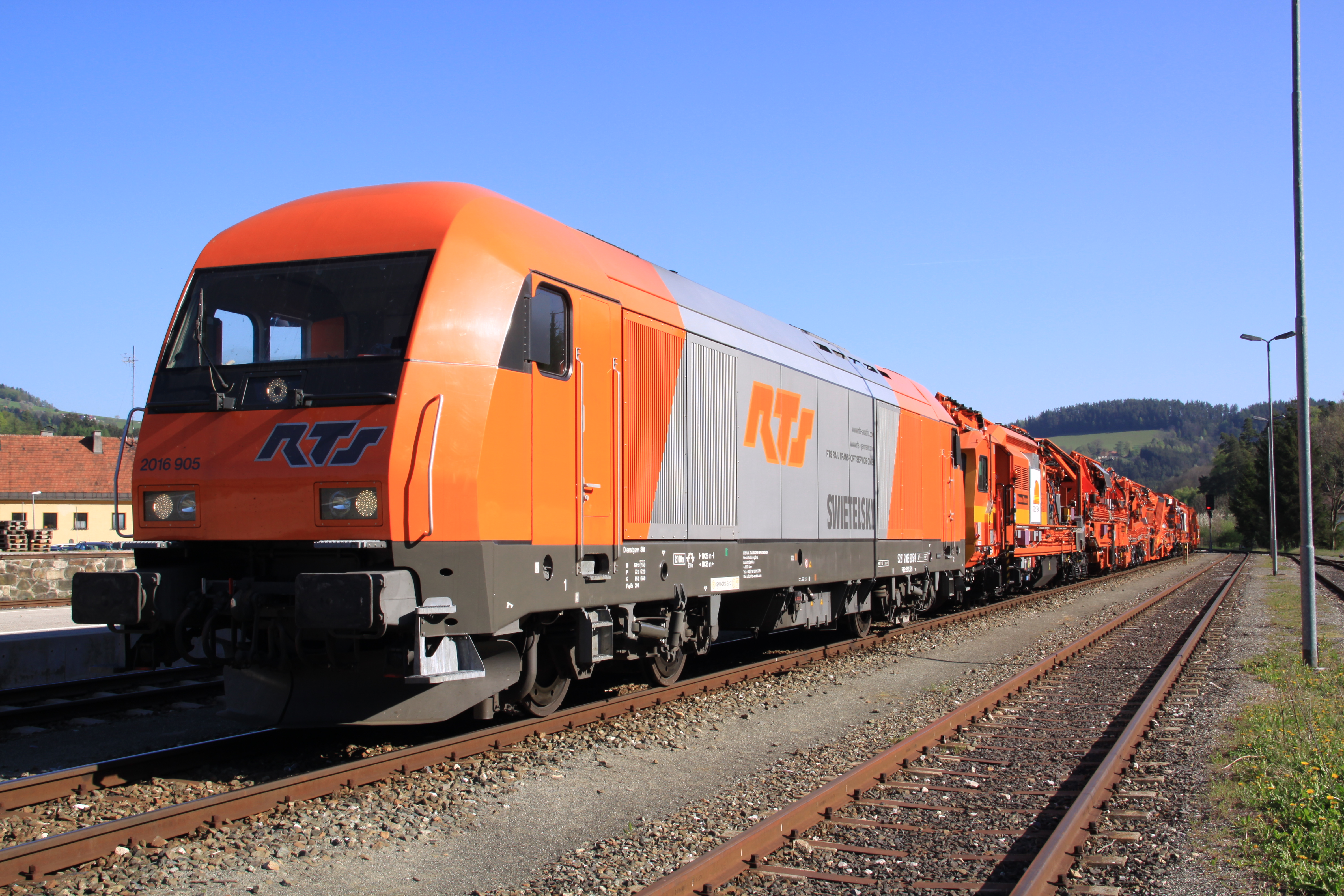
RTS 2016 anlässlich von Probefahrten mit der für Frankreich bestimmten Bettungsreinigungsmaschine „RM 900 - HD 100“ im Bahnhof Aspang

Neben der Beförderung von firmeneigenen Baumaschinen, Spezialwaggons und Materialtransporten ist RTS auf die Führung von Ganz-Güterzügen spezialisiert. Darüber hinaus können als Referenzen Spezialtransporte wie die Beförderung von Gleiswannen, Schienentransporte, Überstellungen Flirt Triebzügen und Triebfahrzeug-Überstellungen ausgewiesen werden.
Über den grenzüberschreitenden Verkehr zwischen Österreich und Deutschland hinaus organisiert RTS in Komplettangeboten Anschlusstransporte in die Schweiz, Italien, Ungarn, Polen, Rumänien, Slowenien, Kroatien, Tschechische Republik und die Slowakei.